# Apanteles suevus
Apanteles suevus är en stekelart som beskrevs av Henry J. Reinhard 1880. Apanteles suevus ingår i släktet Apanteles och familjen bracksteklar. Arten är reproducerande i Sverige. Inga underarter finns listade i Catalogue of Life.